# Kim Il-sung
Kim Il-sung (em coreano: 김일성; em hanja: 金日成) (Mangyŏngdae, Pyongyang, 15 de abril de 1912 – Residência de Hyangsan, 8 de julho de 1994) foi o líder da Coreia do Norte desde a fundação do país em 1948 até à data da sua morte. Sucedeu-lhe como líder o seu filho, Kim Jong-il.
Exerceu o cargo de primeiro-ministro de 1948 a 1972 e de presidente de 1972 até à sua morte. Foi também o secretário-geral do Partido dos Trabalhadores da Coreia, em que era o comandante autoritário e centralizador. Como líder da Coreia do Norte, partiu de uma ideologia marxista-leninista até formular a Ideia Juche, baseada na autossuficiência.
Seu regime autocrático estabeleceu uma ditadura socialista personalista totalitária com uma economia centralmente planejada. Apesar de ter estabelecido um regime estável com um forte culto a personalidade, o país era profundamente pobre e subdesenvolvido na época de sua morte, com uma onda de fome devastando a nação no começo da década de 1990. Conhecido como "Grande Líder", Kim Il-sung é oficial e constitucionalmente, desde 1998, o "Presidente Eterno da República", mesmo tendo falecido em 1994. São feriados no país as datas do seu nascimento e morte.

## Biografia

### Infância e primeiras atividades

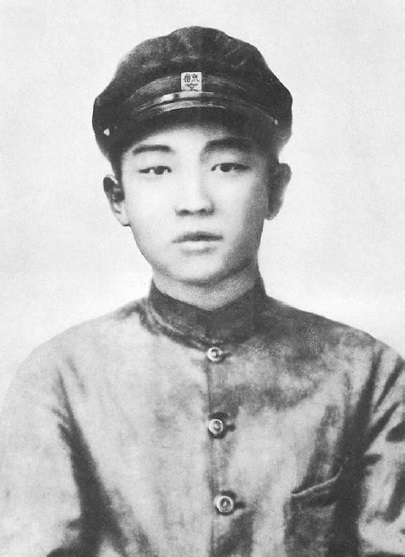
Kim Il Sung em 1927

Como muitos fatos do começo de sua vida vem da imprensa estatal e de publicações do governo, a história de sua infância geralmente conflita com dados conseguidos com referências fora do país. Sabe-se que ele nasceu em 15 de abril de 1912 em uma vila na cidade de Mangyŏngdae (atual Pyongyang), na província de Heian-nandō, na Coreia ocupada pelo Japão. Seu pai, Kim Hyong-jik, e sua mãe, Kang Pan-sok, deram a ele o nome de Kim Sŏng-ju. Eles tiveram outros dois filhos: Ch’ŏl-chu e Yŏng-ju. Relatos desta época são obscuros e segundo o próprio Kim, ele não era pobre e nem rico, e seus pais seriam presbiterianos praticantes. Segundo a imprensa oficial do governo, a família de Kim participou de atividades anti japonesas e foi forçada a fugir para a Manchúria, na China. Naquela época o ressentimento contra o Japão na Coreia era forte e a repressão destes brutal. Milhares eram presos e muitos morreram. A real participação da família de Kim nas insurreições não é sabido.
Em 1926 ele fundou a "União Abaixo o Imperialismo". No mesmo ano ele cursou a Academia Militar de Whasung, mas ele achou que os ensinamentos lá eram obsoletos e então ele largou os estudos em 1927. Na província de Jilin, na China, ele estudou na escola Yuwen e se formou em 1930. Foi neste período que ele se interessou pela ideologia do comunismo. Em 1931, Kim se filiou ao Partido Comunista da China. Com eles, Kim teria participado de atividades anti japonesas. Em 1935 ele se juntou ao Exército do Norte e lá conheceu o homem que viria a ser o seu mentor, Wei Zhengmin, que era seu oficial superior.

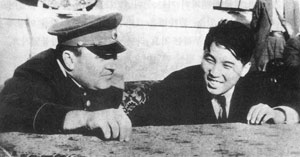
Kim Il Sung em 1945 com o Coronel-General soviético Prokophiy Romanenko.

Em 1935, segundo a propaganda coreana, ele assumiu o nome de Kim Il-sung (que significa "torne-se o sol"). Dois anos depois ele comandava uma divisão de algumas centenas de homens e teria os liderado em combate algumas vezes. Apesar das batalhas que participou tenham sido pequenas, eram ainda assim vitórias que vinham em um momento difícil para a guerrilha. Assim, Kim ganhou alguma notoriedade na região. Os japoneses começaram a considerar Kim como um perigo e um popular líder guerrilheiro coreano. Em 1940, ele era um dos poucos líderes insurgentes ainda estavam vivos naquela região da China e com a pressão dos japoneses ele foi forçado a fugir para a União Soviética. Lá ele recebeu treinamento militar pelo Exército Vermelho e serviu com eles até o término da Segunda Guerra Mundial.

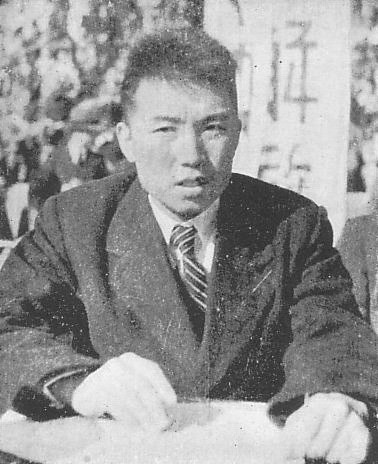
Kim Il Sung em 1946

A União Soviética oficialmente declarou guerra ao Japão em agosto de 1945. No mesmo mês, Pyongyang foi conquistada pelo exército vermelho quase sem luta e os americanos haviam lançado as bombas atômicas sobre as cidades de Hiroshima e Nagasaki, forçando a rendição incondicional do Japão. A península coreana fora então dividida em zonas de ocupação e influência: o Norte, ocupado pelos soviéticos, viria a ser comunista, e o Sul, ocupado pelos Estados Unidos, viria a ser capitalista. O ditador soviético Josef Stalin enviou então Lavrentiy Beria para a Coreia para ver como seria a implementação do Estado comunista no norte. Beria então recomendou que Moscou aceitasse Kim como líder socialista da Coreia do Norte.

### Líder da Coreia do Norte
Em setembro de 1945, Kim chegou no porto de Wonsan e em dezembro do mesmo ano foi empossado líder do Partido Comunista Coreano. Com apoio incondicional da União Soviética, ele se tornou o líder inquestionável da Coreia do Norte em fevereiro de 1946. Para consolidar seu poder, em 1948, ele criou o Exército Popular da Coreia. Ele deu o controle das forças armadas a colegas que ele conhecera nas suas atividades de guerrilha contra o Japão na China. Seu objetivo era criar um exército completamente mergulhado na ideologia comunista, leal a liderança do partido e a ele próprio. Os soviéticos começaram a fornecer enormes quantidades de equipamento (tanques, caças, canhões e armas pequenas) para as forças de Kim, enviando conselheiros e oficiais para ajudar no treinamento também.
Apesar de planos por parte das Nações Unidas para tentar fazer eleições gerais em toda a península coreana, nem o Sul ou o Norte tinham interesse em se submeter um ao outro. A República Popular da Coreia foi estabelecida oficialmente no norte em 9 de setembro de 1948. No sul foi proclamada a República da Coreia em maio daquele mesmo ano. Em outubro, Moscou reconheceu Kim como o líder de direito de toda a península. Em 1949, é fundado oficialmente o Partido dos Trabalhadores da Coreia, com Kim como seu líder. Naquela altura, o país já estava sob firme controle de Kim Il-sung. Opositores eram caçados e presos (muitos eram condenados a morte). O Estado passou a exercer influência sobre cada aspecto da vida dos seus cidadãos. Neste período começou também o culto à personalidade, que se tornaria notório na Coreia do Norte. Kim passou a ser chamado então por seus seguidores de "o Grande Líder".

#### Guerra da Coreia

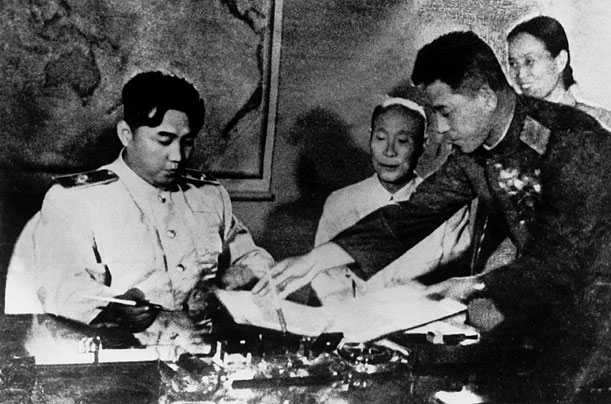
Kim assinando o armistício de 1953

Diversas fontes afirmam que a decisão de invadir a Coreia do Sul tenha partido do próprio Kim e não da União Soviética. A inteligência russa havia confirmado que os Estados Unidos não interfeririam na península e que o programa de corte de gastos pós-segunda guerra ajudou a firmar este ponto. Kim teria então afirmado para a República Popular da China que Stalin tinha dado sua benção para a invasão.
O começo da guerra na Coreia pareceu favorável ao norte. Ao fim de junho de 1950, os exércitos do norte já haviam conquistado a capital do sul. Frente a estes eventos, o presidente americano, Harry S. Truman, autorizou suas forças armadas a intervirem no conflito, sob a bandeira da ONU. Os Estados Unidos começaram então a enviar enormes quantidades de equipamentos e soldados para o Sul, ao mesmo tempo que lançavam ataques aéreos e navais contra o norte. Em setembro, os norte coreanos foram derrotadas pelos americanos na batalha do perímetro de Pusan, revertendo o quadro de vitórias dos comunistas até então. No mesmo mês, as forças aliadas desembarcaram em Inchon e derrotaram as tropas de Kim por lá, infligindo a estes severas perdas. Neste momento, os soviéticos aconselharam Kim Il-sung a recuar, mas ele recusou. Em outubro de 1950, os chineses enviaram 200 mil soldados para ajudar o norte. Naquela altura, os americanos e sul coreanos já haviam avançado para além da fronteira entre os dois países. A interferência chinesa acabou levando a guerra a um impasse sangrento de três anos que resultou na morte de mais de 1 milhão de coreanos. Segundo fontes chinesas e russas, Kim havia tentado acertar uma trégua de alguma forma durante o conflito já que, após a intervenção da ONU e dos Estados Unidos, suas chances de vitória haviam declinado. Ele também se preocupava com a influência chinesa em seu país (que possuíam milhares de soldados na região). Em julho de 1953 é assinado um armistício que acabou colocando um fim na guerra e estabeleceu uma zona desmilitarizada entre as Coreias.

#### Consolidação do poder e governo

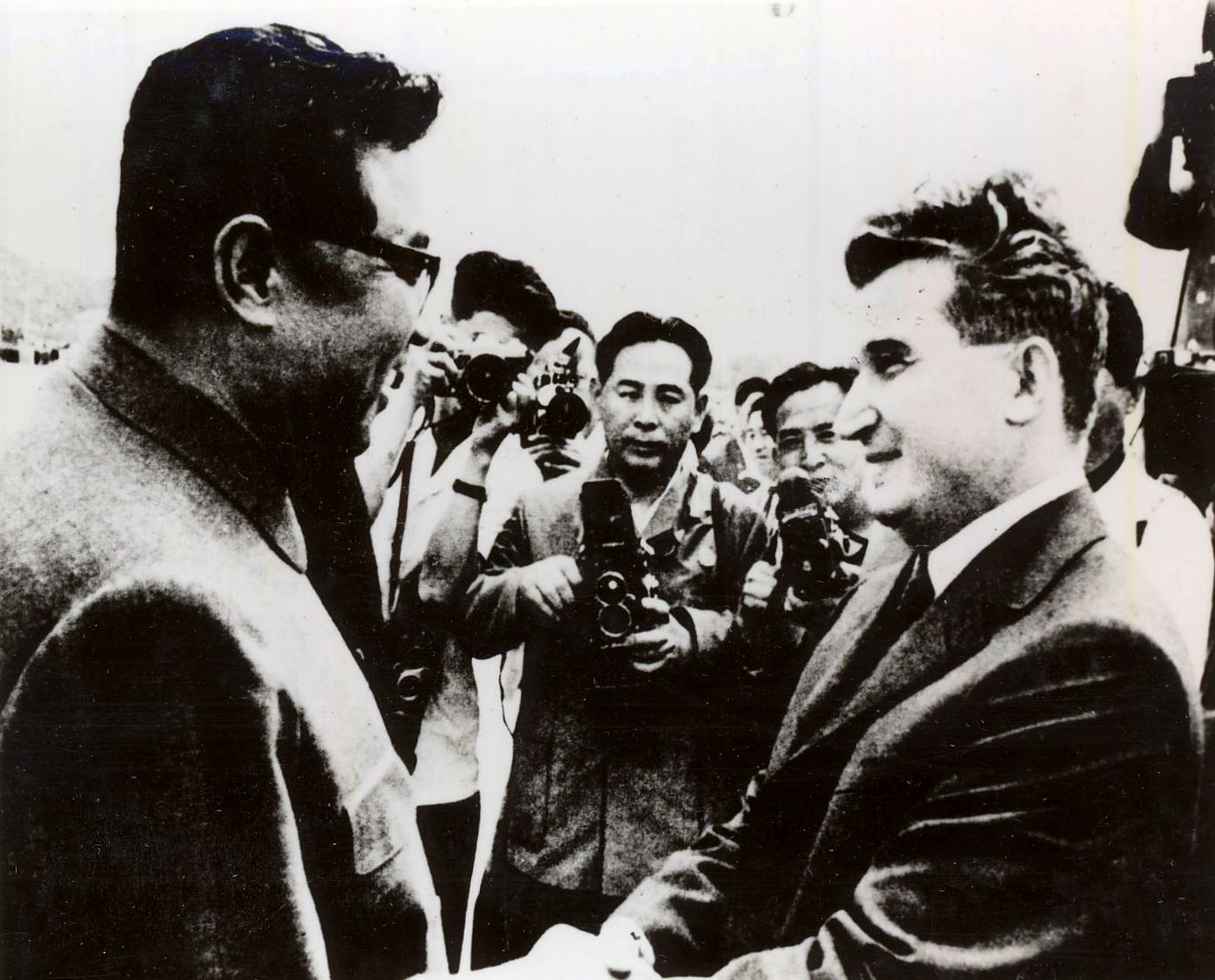
Kim (a esquerda) se encontrando com o presidente romeno Nicolae Ceaușescu, em 1971

Nas primeiras décadas do regime de Kim Il-sung, ele aumentou sua influência sobre a vida de seus cidadãos, dominando cada aspecto da vida da população. O culto à personalidade se tornou extravagante e cada vez mais presentes, pintando Kim com uma figura paternal e infalível. A concentração de poder e a repressão se tornou também maior, conforme os anos iam passando.

Após a guerra, Kim conseguiu consolidar seu regime. Para tentar reerguer seu país, ele planificou a economia. O Estado passou a dominar praticamente todos os negócios e a indústria, coletivizando também a agricultura. De início ele se posicionou como um grande aliado da União Soviética, mas logo os dois se distanciaram. Após a ruptura sino-soviética, ele concordou com a China e condenou as reformas instituídas por Nikita Khrushchev. Com muitas pessoas dentro do seu partido e pelo país pedindo reformas, Kim ordenou vários expurgos dentro do seio do seu regime, executando ou mandando para o exílio milhares de opositores. Na década de 1960, as relações entre Pyongyang e Pequim começaram a se deteriorar, especialmente logo após a Revolução Cultural Chinesa. Contudo, a Coreia do Norte nunca chegou a se desligar dos chineses, ou dos soviéticos. Após novas reformas impostas na União Soviética por Leonid Brezhnev e o reatamento das relações da China com o Ocidente acabou por aumentar o isolamento norte coreano.

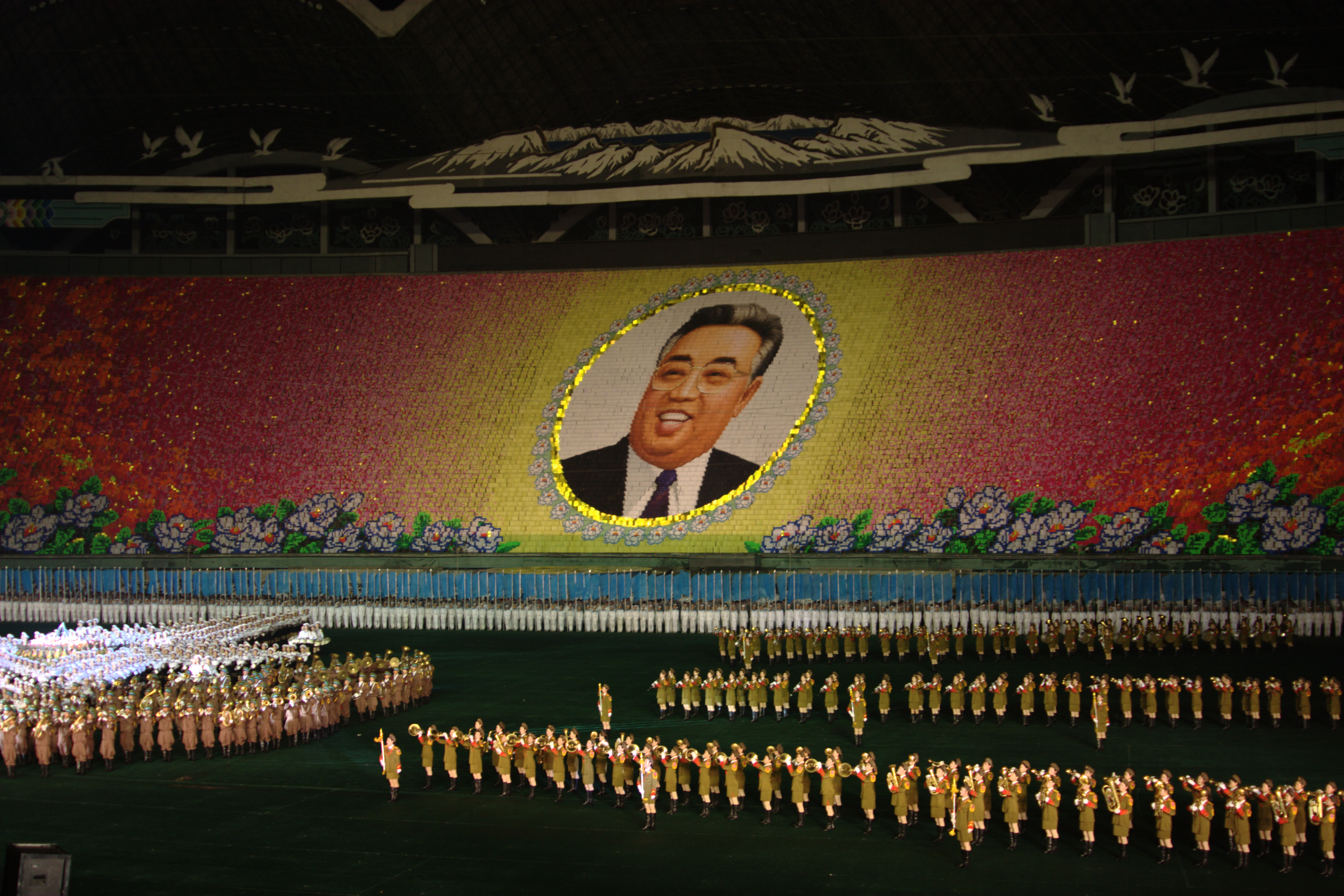
O retrato de Kim Il Sung sendo mostrado durante uma festividade em um estádio, em Pyongyang.

Kim tentou então se aproximar dos governos comunistas do Leste Europeu, se encontrando com Erich Honecker, presidente da Alemanha Oriental, e Nicolae Ceaușescu, líder da Romênia. Internamente, ele instituiu o "Juche" (주체 사상) que se tornou a ideologia oficial de Estado do Partido dos Trabalhadores da Coreia. Ela pregava que as massas eram os verdadeiros governantes do país, e não poderes externos (para se firmar não como um satélite da União Soviética, mas como uma nação com auto-determinação). Apesar disso, Kim Il-sung se firmava cada vez mais no poder, concentrando toda a autoridade na sua própria pessoa. No culto à personalidade instituído pelo governo, ele se apresentava como o "Sol da Nação".
Kim havia ficado impressionado com os esforços de Ho Chi Minh para tentar unificar o Vietnã sob o regime comunista. Em 1975, quando a guerra na Indochina terminou favorável para os socialistas, Kim viu nisso uma nova oportunidade de tentar novamente conquistar o sul da sua própria península. Ele visitou a China em abril daquele ano e se encontrou com Mao Tsé-Tung e com Zhou Enlai, pedindo ajuda para uma futura incursão militar contra os sul coreanos. Apesar das expectativas, Pequim não tinha qualquer interesse em entrar em outra guerra na Coreia.

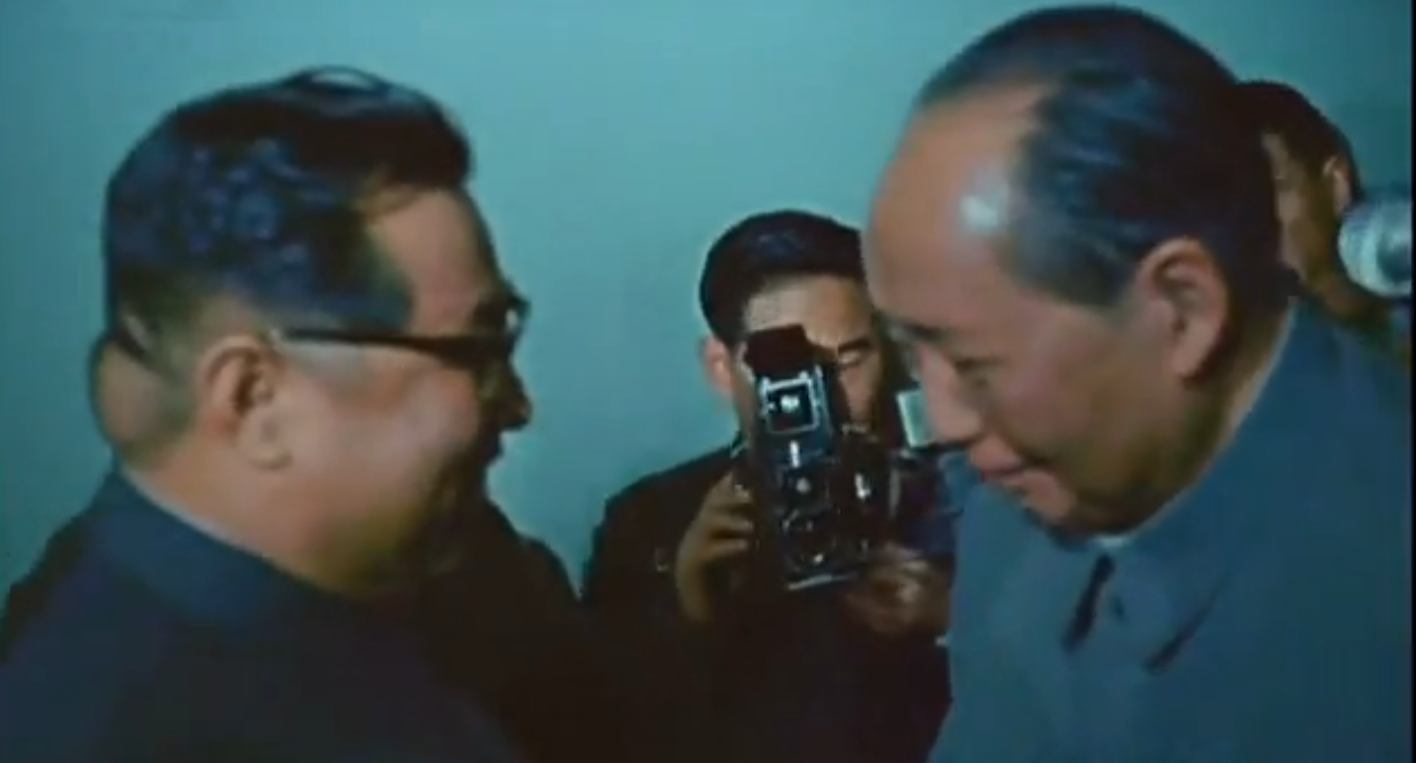
Fotografia tirada em reunião na China, em que a calcinose de Kim Il-sung se mostra evidente

Em outubro de 1980, ele nomeou seu filho mais velho, Kim Jong-il, como seu sucessor.
Com o passar do tempo, o país começou a passar por graves problemas econômicos. A ideologia do "Juche" pregava auto-determinação e independência da nação, reduzindo as importações em favor da indústria interna. Mas como a economia do país não era bem desenvolvida, problemas financeiros se tornaram evidentes e cada vez mais graves. Na China, Deng Xiaoping seguia no caminho oposto, abrindo os mercados nacionais para os estrangeiros e incentivando investimentos externos. No final da década de 1980, os países comunistas da Europa oriental começaram a cair e lentamente se tornavam nações capitalistas mais liberais. Com o colapso da União Soviética no começo dos anos 90, o isolamento da Coreia do Norte se tornou ainda mais acentuado. Mesmo assim, Kim se recusava a adotar qualquer tipo de reforma, política ou econômica.

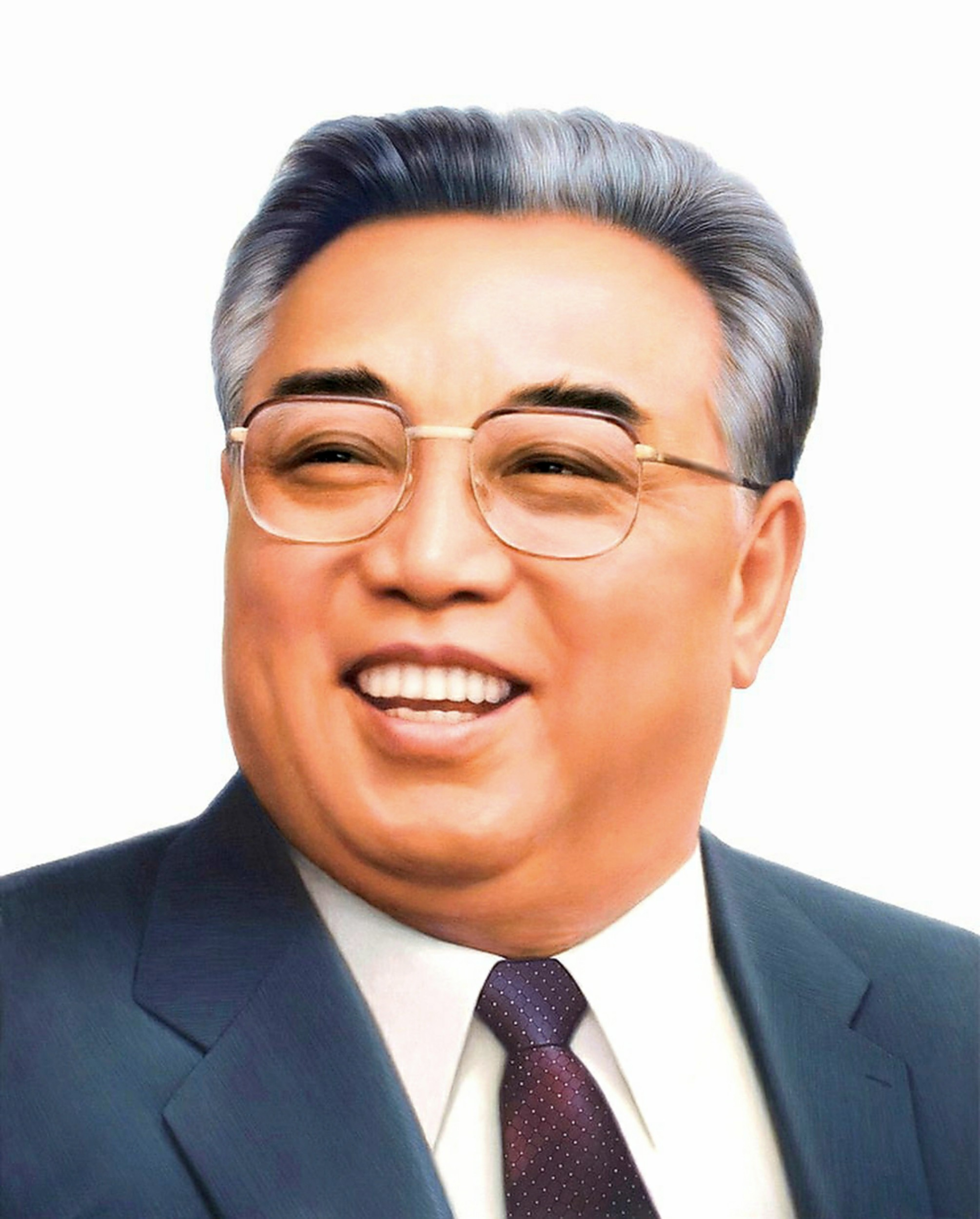
Retrato póstumo de Kim Il-sung

Com os anos passando, Kim começou a apresentar alguns problemas de saúde. No seu pescoço, a calcinose começou a ficar evidente. Ele então ordenou que a imprensa estatal tirasse fotos apenas do seu lado esquerdo. Para garantir então que seu filho o sucedesse de facto, em 1991 ele indicou seu primogênito para a posição de Chefe da Comissão de Defesa Nacional. Com o esforço de garantir que seu sistema de governo perdurasse, ele criou no país um Estado militarista, voltado para a ameaça de uma guerra total contra o sul, fazendo com que boa parte dos recursos já limitados da nação fossem voltados para as forças armadas. Apoiadores do regime e generais do exército tinham posições de chefia em altos cargos no governo. Em 1994, ele ordenou que um programa atômico começasse, a fim de desenvolver armas nucleares para defender o país de uma agressão externa. Isso acabou gerando pesadas sanções econômicas por parte das potências ocidentais, agravando ainda mais a crise financeira interna. Ainda em 1994, contudo, Kim havia se comprometido a encerrar seu programa atômico, mas ele faleceu antes disso. Seu filho e sucessor, Kim Jong-il, resolveu prosseguir com o programa, o que agravou o isolamento e os problemas financeiros do país.

#### Morte e legado
No começo da década de 1990, o país já estava praticamente isolado do mundo externo, com exceção de alguns laços econômicos com países como Rússia, China, Vietnã e Cuba. Ao contrário do que acontecia na Coreia do Sul, a economia norte-coreana era fraca e estava a beira do colapso, com altos gastos em armamentos e as más técnicas de produção agrícola que não garantiam as necessidades básicas de sobrevivência da população, que era majoritariamente pobre (em contraste com a riqueza da família de Kim e da elite que governava o país junto com ele). Ao mesmo tempo, catástrofes naturais como secas e inundações também ajudavam a deteriorar a situação humanitária da nação. Apesar de todos os problemas, a mídia da Coreia do Norte (completamente controlada pelo Estado) continuava a idolatrar seu líder.

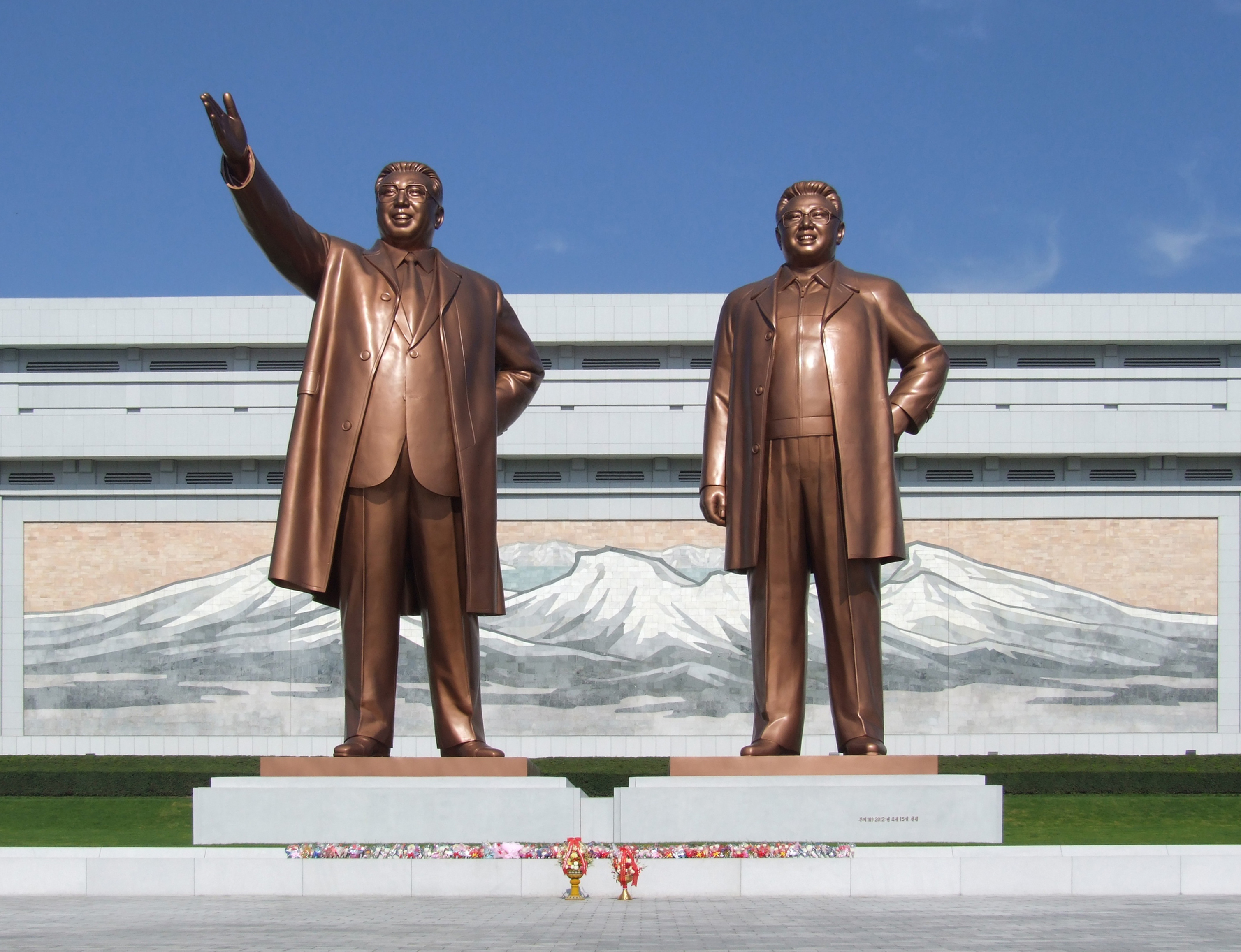
Uma estátua de Kim Il-sung (a esquerda) e do seu filho, Kim Jong-il (a direita).

Em 8 de julho de 1994, Kim faleceu de um ataque cardíaco súbito. Ele tinha 82 anos. Conforme a tradição, foi decretado 30 horas de luto oficial pelo país.
A morte de Kim Il-sung causou comoção nacional. Milhares de pessoas acompanharam o cortejo fúnebre, liderado por seu filho e sucessor Kim Jong-il. Seu corpo conservado foi colocado no Palácio do Sol de Kumsusan, que passou a ser um mausoléu em sua honra.
Atualmente, há mais de 500 estátuas de Kim Il-sung pela Coreia do Norte. Um dos principais estádios de futebol do país leva seu nome (o Estádio Kim Il-Sung). Retratos do líder estão por toda a parte, nos pontos de ônibus, no metro, nas paredes, nas escolas, aeroportos e nas repartições públicas. No papel, Kim prossegue como o "Presidente Eterno da Coreia do Norte", assumindo uma postura de um quase semideus.
Segundo o analista de ciências políticas, Rudolph Joseph Rummel, é estimado que mais de 1 milhão de pessoas tenham sido mortas durante os cinquenta anos do regime de Kim Il-sung.

### Vida pessoal
Kim Il-sung foi oficialmente casado duas vezes. Sua primeira esposa, Kim Jong-suk, lhe deu dois filhos homens e uma filha. Kim Jong-il é seu filho mais velho. O outro menino (Kim Man-il, ou Shura Kim) morreu em algum momento entre 1947 e 1948. Sua primeira mulher morreu dando a luz a sua filha. Em 1952 ele se casou com Kim Sung-ae e acredita-se que eles tiveram três filhos juntos: Kim Yŏng-il, Kim Kyŏng-il e Kim Pyong-il. Seus filhos tiveram, até o momento, oito netos. Entre eles, Kim Jong-un, o atual líder do país.